# Jocelyne Bourassa
Pour les articles homonymes, voir Bourassa.
 (juillet 2025).
Jocelyne Bourassa (née le 30 mai 1947 à Shawinigan-Sud, Canada et morte le 4 août 2021 à Shawinigan) est une golfeuse canadienne considérée comme la meilleure joueuse de l'histoire du Québec,.

## Biographie
Elle est originaire de Shawinigan-Sud au Québec. Au cours des années 1960 et 1970, en tant que golfeuse amateure, elle remporte trois fois le championnat junior du Québec et quatre fois le championnat amateur du Canada,.
En 1972, elle devient golfeuse professionnelle. La même année, elle est nommée recrue de l'année de la Ladies Professional Golf Association (LPGA).
En 1973, elle remporte la victoire en surpassant Sandra Haynie et Judy Rankin lors de la première Classique du Maurier, un important tournoi professionnel se déroulant au Canada. Sa prestation a attiré 42 000 spectateurs. Elle était la seule Canadienne à avoir remporté un tournoi de la LPGA en sol canadien, jusqu'à ce que Brooke Henderson répète l'exploit.
Des problèmes au genou gauche l'empêcheront, à partir de 1979, de poursuivre sa carrière professionnelle.
En 2008, elle participe à diverses activités à caractère caritatif. Par exemple, elle est membre de la fondation CAA-Québec.
En 1972, elle a reçu le titre de l'athlète féminine de l'année au Canada. Elle est intronisée au temple de la Renommée du sport québécois en 1992 et au temple de la Renommée du golf canadien en 1996. Elle a également reçu l'Ordre du Canada. Le Prix Jocelyne-Bourassa est décerné en son honneur.